# Trzeci gabinet Boba Hawke’a
Trzeci gabinet Boba Hawke’a – pięćdziesiąty siódmy gabinet federalny Australii, urzędujący od 24 lipca 1987 do 4 kwietnia 1990. Był gabinetem jednopartyjnym Australijskiej Partii Pracy (ALP). 

## Okoliczności powstania i dymisji
Gabinet urzędował przez całą kadencję Izby Reprezentantów. Powstał po wyborach z 1987 roku, w których rządząca od 1983 ALP po raz kolejny utrzymała władzę. Następne wybory odbyły się w 1990 i przyniosły kolejne zwycięstwo Partii Pracy, dzięki czemu premier Hawke mógł sformować swój czwarty gabinet. 

## Skład
| stanowisko                                                                              | osoba             | od               | do               |
| --------------------------------------------------------------------------------------- | ----------------- | ---------------- | ---------------- |
| premier                                                                                 | Bob Hawke         | 24 lipca 1987    | 4 kwietnia 1990  |
| wicepremier                                                                             | Lionel Bowen      | 24 lipca 1987    | 4 kwietnia 1990  |
| prokurator generalny                                                                    | Lionel Bowen      | 24 lipca 1987    | 4 kwietnia 1990  |
| minister wspierający premiera w kwestiach relacji rządu federalnego z rządami stanowymi | Lionel Bowen      | 24 lipca 1987    | 4 kwietnia 1990  |
| minister przemysłu, technologii i gospodarki                                            | John Button       | 24 lipca 1987    | 4 kwietnia 1990  |
| minister transportu i komunikacji                                                       | Gareth Evans      | 24 lipca 1987    | 2 września 1988  |
| minister transportu i komunikacji                                                       | Ralph Willis      | 2 września 1988  | 4 kwietnia 1990  |
| minister skarbu                                                                         | Paul Keating      | 24 lipca 1987    | 4 kwietnia 1990  |
| minister finansów                                                                       | Peter Walsh       | 24 lipca 1987    | 4 kwietnia 1990  |
| minister imigracji, samorządów lokalnych i spraw narodowościowych                       | Mick Young        | 24 lipca 1987    | 12 lutego 1988   |
| minister imigracji, samorządów lokalnych i spraw narodowościowych                       | Clyde Holding     | 15 lutego 1988   | 2 września 1988  |
| minister imigracji, samorządów lokalnych i spraw narodowościowych                       | Robert Ray        | 2 września 1988  | 4 kwietnia 1990  |
| wiceprzewodniczący Federalnej Rady Wykonawczej                                          | Mick Young        | 24 lipca 1987    | 12 lutego 1988   |
| wiceprzewodniczący Federalnej Rady Wykonawczej                                          | Kim Beazley       | 12 lutego 1988   | 4 kwietnia 1990  |
| minister wspierający premiera w kwestiach wielokulturowości                             | Mick Young        | 24 lipca 1987    | 12 lutego 1988   |
| minister wspierający premiera w kwestiach wielokulturowości                             | Clyde Holding     | 15 lutego 1988   | 2 września 1988  |
| minister wspierający premiera w kwestiach wielokulturowości                             | Robert Ray        | 2 września 1988  | 4 kwietnia 1990  |
| minister spraw zagranicznych i handlu                                                   | Bill Hayden       | 24 lipca 1987    | 2 września 1988  |
| minister spraw zagranicznych i handlu                                                   | Gareth Evans      | 2 września 1988  | 4 kwietnia 1990  |
| minister ds. warunków pracy                                                             | Ralph Willis      | 24 lipca 1987    | 2 września 1988  |
| minister ds. warunków pracy                                                             | Peter Morris      | 2 września 1988  | 4 kwietnia 1990  |
| minister wspierający premiera w kwestiach służby cywilnej                               | Ralph Willis      | 24 lipca 1987    | 2 września 1988  |
| minister wspierający premiera w kwestiach służby cywilnej                               | Peter Morris      | 2 września 1988  | 4 kwietnia 1990  |
| minister zatrudnienia, edukacji i szkoleń                                               | John Dawkins      | 24 lipca 1987    | 4 kwietnia 1990  |
| minister obrony                                                                         | Kim Beazly        | 24 lipca 1987    | 4 kwietnia 1990  |
| minister przemysłu podstawowego i energii                                               | John Kerin        | 24 lipca 1987    | 4 kwietnia 1990  |
| minister zabezpieczenia społecznego                                                     | Brian Howe        | 24 lipca 1987    | 4 kwietnia 1990  |
| minister wspierający premiera w kwestiach sprawiedliwości społecznej                    | Brian Howe        | 2 września 1988  | 4 kwietnia 1990  |
| minister służb administracyjnych                                                        | Stewart West      | 24 lipca 1987    | 4 kwietnia 1990  |
| minister sztuki, sportu, środowiska, turystyki i terytoriów                             | John Brown        | 24 lipca 1987    | 19 stycznia 1988 |
| minister sztuki, sportu, środowiska, turystyki i terytoriów                             | Graham Richardson | 19 stycznia 1988 | 4 kwietnia 1990  |
| minister służb społecznych i zdrowia                                                    | Neal Blewett      | 24 lipca 1987    | 4 kwietnia 1990  |
| specjalny minister stanu                                                                | Susan Ryan        | 24 lipca 1987    | 19 stycznia 1988 |
| minister wspierająca premiera w kwestiach statusu kobiet                                | Susan Ryan        | 24 lipca 1987    | 19 stycznia 1988 |
| minister wspierająca premiera w kwestiach służb społecznych i zdrowia                   | Susan Ryan        | 24 lipca 1987    | 19 stycznia 1988 |
| minister ds. negocjacji handlowych                                                      | Michael Duffy     | 19 stycznia 1988 | 4 kwietnia 1990  |
| wiceminister przemysłu, technologii i gospodarki (w randze członka gabinetu)            | Michael Duffy     | 19 stycznia 1988 | 4 kwietnia 1990  |
| wiceminister przemysłu podstawowego (w randze członka gabinetu)                         | Michael Duffy     | 19 stycznia 1988 | 4 kwietnia 1990  |
| wiceminister skarbu (w randze członka gabinetu)                                         | Peter Morris      | 2 września 1998  | 4 kwietnia 1990  |